# Liriomyza watti
Liriomyza watti är en tvåvingeart som beskrevs av Spencer 1976. Liriomyza watti ingår i släktet Liriomyza och familjen minerarflugor. Inga underarter finns listade i Catalogue of Life.